# Amphoe Pakham
Amphoe Pakham (thaï : ปะคำ) est un amphoe de la province de Buriram.